# 贝里亚图阿
贝里亚图阿（西班牙語：Berriatúa）是西班牙巴斯克自治区比斯开省的一个市镇。总面积20平方公里，总人口987人（2001年），人口密度49人/平方公里。